# Gemmactena actinala
Gemmactena actinala è un animale estinto, appartenente agli ctenofori. Visse nel Cambriano inferiore (circa 520 milioni di anni fa) e i suoi resti fossili sono stati ritrovati nella ben nota fauna di Chengjiang (Cina).

## Descrizione
Questo animale era caratterizzato da una forma del corpo globosa con otto "pinne", un organo apicale in prossimità del cavo orale e una struttura intorno alla cavità orale dotata di otto lobi. L'organo apicale è conico o a forma di cupola, ed è dotato di una struttura ellittica conservatasi come una pellicola ovale carboniosa: molto probabilmente questa struttura rappresenta uno statolite prominente ricco di materia organica. La morfologia dell'organo apicale consiste in otto piastre appuntite verso la zona orale (note come "piastre apicali"), ciascuna delle quali dotata di un solco mediano sulla superficie interna. In un esemplare le piastre apicali si sono conservate separate, ma mantengono la loro integrità e quindi indicano che erano piuttosto rigide. 
La morfologia strutturale del corpo centrale consiste in otto raggi rigidi, ciascuno dei quali corrispondente a una piastra apicale, che si estendono lungo l'asse longitudinale del corpo. Un solco mediano si trova anche sulla superficie interna del raggio, e striature oblique sono presenti sulla superficie esterna. Ogni raggio è diviso in una parte più lunga e in una più corta, separate da una piega. I raggi sorreggono otto lembi, che si rinvengono sepolti in differenti livelli del sedimento. Ogni lato del lembo è dotato di una banda arcuata o di barre trasversali vicine fra loro. La banda si rinviene solo nella parte assiale del lembo, e le barre trasversali non attraversano il raggio. Quindi vi è un totale di otto paia di bande. Queste sono interpretate come file a pettine, analoghe a quelle degli attuali ctenofori. 
Linee nere che si irradiano dalla base dell'organo apicale sono invece considerate resti di canali meridionali. I raggi più bassi convergono fino a definire una costrizione circonferenziale che segna il limite tra il corpo centrale e la struttura periorale con otto lobi appuntiti. Ogni lobo orale è sorretto da una cresta rigida che probabilmente rappresenta un'estensione del raggio. Le piastre apicali, i raggi e le creste orali sono conservati con rilievi positivi e integrità strutturale, e sono stati quindi interpretati come strutture sclerotizzate (Ou et al., 2015).

## Classificazione
Gemmactena venne descritto per la prima volta nel 2015, ed è stato attribuito agli ctenofori. A differenza di molti omologhi attuali, tuttavia, Gemmactena era sprovvisto di tentacoli, aveva un corpo sclerotizzato e possedeva otto coppie di righe a pettine. Gemmactena e i suoi stretti parenti sono stati in seguito riconosciuti in gruppo monofiletico (Scleroctenophora) all'interno degli ctenofori (Ou et al., 2015).